# Префектура Ямаґуті
Префекту́ра Ямаґу́ті (яп. 山口県, やまぐちけん, МФА: [jamagut͡ɕi keɴ]?) — префектура в Японії, в регіоні Чюґоку.  Розташована в західній частині острова Хоншю. Адміністративний центр префектури — Ямаґуті. Межує з префектурами Хіросіма та Сімане, а також Фукуока, Ехіме та Ойта по морю. Заснована 1871 року на основі провінцій Суо та Наґато. Площа становить 6112,95 км². Станом на 1 липня 2011 року в префектурі мешкало 1 443 484 осіб. Густота населення складала 236 осіб/км². Основою економіки є лісодобувна, хімічна і нафтопереробна промисловості. Найбільший економічний і туристичний центр — місто Сімоносекі, яке є водночас найбільшим населеним пунктом префектури. 

## Загальні відомості
Префектура Ямаґуті є найзахіднішою префектурою острова Хонсю. Вона традиційно виконує роль «моста» між сусіднім великим островом Кюсю і рештою японських земль. До 19 століття на території префектури існували історичні провінції Суо на сході та Наґато на заході. Географічна близькість Ямаґуті до Корейського півострова обумовила активний діалог корейської і японської культури на теренах цієї адміністративної одиниці.
Вихідці з префектури Ямаґуті традиційно мають великий вплив у японському політикумі, через те що багато місцевих самураїв та мислителів брали провідну участь у створенні Японської імперії у другій половині 19 століття.

## Історія
- Провінція Суо
- Провінція Наґато
- Рід Оуті
- Тьосю-хан
- Іто Хіробумі
- Ямаґата Арітомо
- Кідо Такайоші

## Транспорт
- Аеропорт Ямаґуті-Убе

## Туризм
- Плато Акійоші